# Jorge Édson
Jorge Edson Souza de Brito, conhecido como Jorge Édson (Porto Alegre, 13 de outubro de 1966), é um ex-jogador de voleibol do Brasil.
Nos Jogos Olímpicos de 1992, foi campeão com a Seleção Brasileira de Voleibol Masculino.
Iniciou a carreira de técnico de voleibol em 2002 no BCN que depois veio a se chamar Finasa, ao lado de Paulo Coco, José Elias de Proença e José Roberto Guimarães. Fez parte dos treinamentos da seleção brasileira adulta feminina para o Mundial 2006 no Japão e Olimpíadas de Pequim. Foi técnico da equipe japonesa Panasonic em 2007. [carece de fontes?]